# 狂想 (電視劇)
《狂想》（英語：Maniac）是美國心理黑色幽默喜剧剧情網絡迷你劇，改編自挪威同名電視劇，並於2018年9月21日在網飛首播。該劇由帕特里克·萨默维尔開創，並由凱瑞·福永執導，講述兩名陌生人在一次精神疾患新疗法的临床试验中產生連接。電視劇由艾瑪·史東、喬納·希爾、賈斯汀·塞洛克斯、水野索諾亞和莎莉·菲爾德主演。
《狂想》于2016年3月被正式宣佈，而同月網飛訂購了該系列產品。上映之後，該系列大獲好評，許多影評人讚賞視覺效果、導演和演技，尤其是史東和希爾的演出表現。

## 演员与角色

### 主要
- 艾玛·斯通 饰 安妮·兰茨伯格（Annie Landsberg）

饱受边缘性人格障碍困扰的女子，身处不健康的人际关系之中
- 乔纳·希尔 饰 欧文·米尔格瑞姆（Owen Milgrim）

可能患有精神分裂症的富家子弟，尝试在寸土寸金的纽约自力更生
- 贾斯汀·塞洛克斯 饰 詹姆斯·K·曼托雷（Dr. James K. Mantleray）

前任奈伯丁制药和生物技术（Neberdine Pharmaceutical & Biotech, NPB）研发试验主管
- 水野索诺亚 饰 藤田安昙博士（Dr. Azumi Fujita）

奈伯丁精神疾患新疗法U.L.P.的Ⅲ期临床试验负责人，七年前与詹姆斯开始共同研发U.L.P.
- 莎莉·菲尔德 饰 葛丽泰·曼托雷医生（Dr. Greta Mantleray）

业内著名心理咨询师，詹姆斯之母

### 常设
- 丹尼·霍赫（英语：Danny Hoch） 饰 5号被试

奈伯丁精神疾患新疗法U.L.P.的Ⅲ期临床试验被试人员
- 爱丽丝·比斯利（英语：Allyce Beasley） 饰 阿米莉娅（Amelia）

即同期临床试验中的11号被试
- 詹姆斯·门罗·伊格哈特（英语：James Monroe Iglehart） 饰 卡尔（Carl）

奈伯丁U.L.P.Ⅲ期临床试验实验室勤杂工
- 神田泷梦（英语：Rome Kanda） 饰 罗伯特·村本博士（Dr. Robert Muramoto）

藤田博士的同事，负责U.L.P.Ⅲ期临床试验期间不幸去世
- 比利·马格努森 饰 杰德·米尔格瑞姆（Jed Milgrim）

米尔格瑞姆家族企业经理，欧文之兄，因职场性骚扰不日受审
- 加布里埃尔·伯恩 饰 波特·米尔格瑞姆（Porter Milgrim）

成功富有的实业家，欧文之父
- 茱莉娅·加纳 饰 埃莉·兰茨伯格（Ellie Landsberg）

安妮之妹，与其出游时车祸身亡，令她一直为此自责
- 汉克·阿扎里亚 饰 汉克·兰茨伯格（Hank Landsberg）

安妮之父，目前独居
- 李奥·菲茨派翠克 饰 兰斯（Lance）

野生动物走私犯，为父亲塞巴斯蒂安（Sebastian）的皮草店提供原料

## 剧集简介
| 集數 | 標題                                      | 導演      | 編劇                               | 上線日期      |
| --- | ----------------------------------------- | --------- | ---------------------------------- | ------------- |
| 1 | 天选之人！ The Chosen One!                | 凯瑞·福永 | 帕特里克·萨默维尔                  | 2018年9月21日 |
| 米尔格瑞姆家族视可能患有精神分裂症的儿子欧文为耻辱，被炒鱿鱼的他为交房租申请参加一项有偿医药临床试验。                      |                                           |           |                                    |               |
| 2 | 风车 Windmills                            | 凯瑞·福永 | 帕特里克·萨默维尔                  | 2018年9月21日 |
| 安妮吃完偷来的药片后还是痛苦难耐，不得以勒索奈伯丁前台主管，让自己混进相关药片的临床试验。                                  |                                           |           |                                    |               |
| 3 | 白日做梦 Having a Day                     | 凯瑞·福永 | 帕特里克·萨默维尔、卡罗琳·威廉姆斯 | 2018年9月21日 |
| 村本博士注意到安妮和欧文的数据异常，他的问询让欧文想起了大哥杰德的订婚派对——那正是他人生中最糟糕的一晚。                    |                                           |           |                                    |               |
| 4 | 塞巴斯蒂安皮草店 Furs by Sebastian        | 凯瑞·福永 | 帕特里克·萨默维尔、尼克·库斯       | 2018年9月21日 |
| 服下B药片后，安妮和欧文发现自己被卷进20世纪80年代纽约长岛上一场关于狐猴的离奇事件。                                         |                                           |           |                                    |               |
| 5 | 与你别无二致 Exactly Like You             | 凯瑞·福永 | 卡罗琳·威廉姆斯、毛里西奥·卡茨     | 2018年9月21日 |
| 安妮和欧文又成了20世纪40年代的阿莉和奥利（Arlie & Ollie），两人不约而同前往神秘的奈伯丁宅邸参加降神会。                                  |                                           |           |                                    |               |
| 6 | 更大的结构性问题 Larger Structural Issues | 凯瑞·福永 | 帕特里克·萨默维尔、尼克·库斯       | 2018年9月21日 |
| 安昙将试验中的问题向詹姆斯和盘托出，希望他能联系甚少来往的母亲——毕竟他母亲是业内受人尊敬的著名心理咨询师。                  |                                           |           |                                    |               |
| 7 | 此非电钻 Ceci N'est Pas Une Drill         | 凯瑞·福永 | 阿米莉亚·格雷、丹妮尔亨德森        | 2018年9月21日 |
| 欧文和安妮服下C药片，这一次两人不再产生关联：长辫欧文身处暴力黑帮家族，安妮则作为中世纪向导受雇于羸弱的精灵公主埃莉娅（Ellia）。 |                                           |           |                                    |               |
| 8 | 云湖 The Lake of the Clouds               | 凯瑞·福永 | 毛里西奥·卡茨、尼克·库斯           | 2018年9月21日 |
| 安妮和埃莉娅继续她们的使命，黑帮老爸迫使欧文保护家族利益，格蕾塔则试图安慰痛心入骨的人工智能格蒂（Gertie）。                      |                                           |           |                                    |               |
| 9 | 不合时宜 Utangatta                        | 凯瑞·福永 | 帕特里克·萨默维尔                  | 2018年9月21日 |
| 欧文和安妮再度相遇时，已是名誉扫地的冰岛间谍和暗中相助的中情局特工。与此同时，格蕾塔恳求詹姆斯中止试验。                    |                                           |           |                                    |               |
| 10 | 独辟蹊径 Option C                         | 凯瑞·福永 | 帕特里克·萨默维尔、凯瑞·福永       | 2018年9月21日 |
| 被试出院后，詹姆斯和安昙面见奈伯丁总裁。欧文与安妮相互告别，然而一则惊人新闻又让两人重聚。                                  |                                           |           |                                    |               |

## 外部連結
- 网飞上《狂想》的官方网站（英文）
- 互联网电影数据库（IMDb）上《狂想》的资料（英文）
- 爛番茄上《狂想》的資料（英文）
- 豆瓣电影上《狂想》的資料 （简体中文）